# Жива(I) хлорид
Жива(I) хлорид је неоргански метални хлорид који се забележава формулом . Такође је знан као минерал каломел. Отрован је додуше мање од других хлорида. Настаје при редукцији живиних(II) једињења у води.